# Herman Petersen
Herman Lorentsson Petersen (født 29. december 1713 i Göteborg, død 13. august 1765 i Stockholm) var en svensk forretningsmand, kommerceråd, riksdagsmedlem for Borgerstanden i Sverige, hvis børn blev slået til riddere med adelsnavnet af Petersens for hans arbejde og fortjenester. Petersen var en meget velhavende mand, der tilhørte den såkaldte Skeppsbro-adel, han var direktør for Svenska Ostindiska Companiet, for Saltkontoret og Vekselkontoret samt partner i en række virksomheder. Han er desuden blevet kendt for sin involvering i valutakursskandalen i Riksdagsperioden 1765-1766.

## Biografi
Herman Petersen var søn af engroshandler og rådmand "Abraham Petersen" i Göteborg, hvis slægt stammede fra Stettin (i det daværende Pommern). I 1600-tallet blev slægten betragtet som en indflydelsesrig borgerlig familie i Göteborg. Petersens mor Johanna Christina Tham var datter af rådmanden Volrath Tham fra Sachsen. Desuden var hun søster til kommerceråden Sebastian Tham.
I 1736 foretog Petersen store indkøb i Göteborg under en auktion, hvilket blev startskuddet til karrieren.

## Karriere

### Petersen & Bedoire
Herman Petersen grundlagde firmaet Petersen & Bedoire i 1743 sammen med sin svoger Fredrik Bedoire. Firmaet Petersen & Bedoire eksporterede stangjern, ammunition, messingtråd, beg, tjære og brædder og handlede ligeledes med dyreskind af ulv, ræv og los. Den vigtigste destinationshavn var Lübeck, men også Amsterdam og Lissabon var væsentlige modtagere af varer, der eksporteredes fra Sverige.
I perioden 1747-1755 modtog Petersen & Bedoire tallerkener og vandrekopper sendt til Frankrig i bytte for sølv.
Petersen fik i 1746 handelsprivilegier sammen med tre andre købmænd på Madeira og De Kanariske Øer i seks år.

### 1747–: Svenska Ostindiska Companiet
I 1747 overtog Petersen posten som direktør for Svenska Ostindiska Companiet.

### 1750–1762: Saltkontoret
Petersen begyndte sin karriere som grossist i Stockholm og overtog i juli 1750 posten som direktør for det nyoprettede Saltkontoret, som var et halvstatsligt etablissement i Stockholm. Han tog senere sin afsked fra saltembedet i 1762.

### –1765: Vekselkontoret
Herman Petersen var direktør for Vekselkontoret.
Under vekselkontorskandalen i 1765, der fandt sted i Rigsdagen af 1765, blev Petersen angrebet meget hårdt sammen med Claes Grill og Johan Abraham Grill, Johan Henrik Lefebure og Gustaf Kierman. Petersen blev vurderet til at skulle retsforfølges for sine handlinger på Vekselkontoret. Dette skyldtes, at satsen var steget kraftigt i begyndelsen af 1760'erne, og interessenterne havde snydt sig til personlig vinding. Petersen slap for straf, fordi han døde af et slagtilfælde tidligt under retssagen i august 1765.

### Andre opgaver og ejerskaber
Petersen var partner i Stora Stadsvarvet, i begbruddene Danvik og Svindersvik, i en sejldugsfabrik, i en messingmølle og i en sukkerfabrik. Desuden var han bankfuldmægtig i Riksbanken.

## Ejendomme og fideikommis
I 1757 købte Herman Petersen et hus i Gamla stan af baronen Erland Broman, som i dag kaldes "Petersenska huset". Desuden var han indehaver af flere andre ejendomme i Stockholmsområdet, heriblandt Stora Nyckelviken, der blev bygget som privat sommerbolig. Derudover fik han opført lysthuset, som i dag ligger ved siden af haven i Nyckelviken. I dag forbindes Petersen (ligesom af Petersens-slægten) primært med godset Erstavik. Fideikommiset Erstavik blev erhvervet af slægtens efterkommere i 1765 efter et testamente som Petersen havde efterladt. Den sidste og ottende fideikommissær var Johan af Petersens, der døde i 2015. Siden er Erstavik overgået til at blive en fideikommis-aktiebolag, Herman Petersen Fideikommiss AB.

## Familie
Petersen indgik to ægteskaber i løbet af sin levetid. Det første ægteskab blev indgået i 1741, mens han var kontorassistent, med Magdalena Bedoire, der kom fra en meget fremtrædende borgerlig familie i Stockholm, hvilket kan have været én af grundene til, at han kort tid efter fik tildelt et handelsprivilegium. Hun var datter af forretningsmanden Jean Bedoire og Maria Juliana Paradis. Det andet ægteskab blev indgået i 1753 med hans første kones kusine, Charlotta Bedoire (1725-1808), datter af Frans Bedoire og Maria Elisabeth Ross.
Børn sammen med Magdalena Bedoire:
1. Johan Abraham (1742–1795), kancellist, fideikommissær af Erstavik
2. Herman (1743–1814), husforvalter

Børn sammen med Charlotta Bedoire:
1. Anna Charlotta (1755–1810), gift med En af rikets herrar, Feltmarskal Wilhelm Mauritz Klingspor
2. Johanna Maria (1760–1838), oldfrue hos dronningen,[22] gift med greven Hugo Wilhelm Hamilton af Barsebäck[23]
3. Julie (1765–1791), gift med gesandt, baron og hofmarskal Henrik Jakob von Düben.

- Fideikommiset Erstavik.
- Parti af Stora Nyckelviken.
- Petersenska huset.